# Röntgenium
Röntgenium (tidigare unununium) är ett grundämne i det periodiska systemet som har det kemiska tecknet Rg (tidigare Uuu) och atomnummer 111. Röntgenium är ett syntetiskt (konstgjort) grundämne och totalt sju isotoper är bekräftade. Röntgenium återfinns i grupp 11 i periodiska systemet, även om man ännu inte känner till en tillräckligt stabil isotop som skulle tillåta att dess plats skulle bekräftas som en tyngre homolog av guld.
Röntgenium observerades för första gången 1994 och flera isotoper har syntetiserats sedan dess. Den mest stabila kända isotopen är 281Rg med en halveringstid på ungefär 17 sekunder.

## Historik

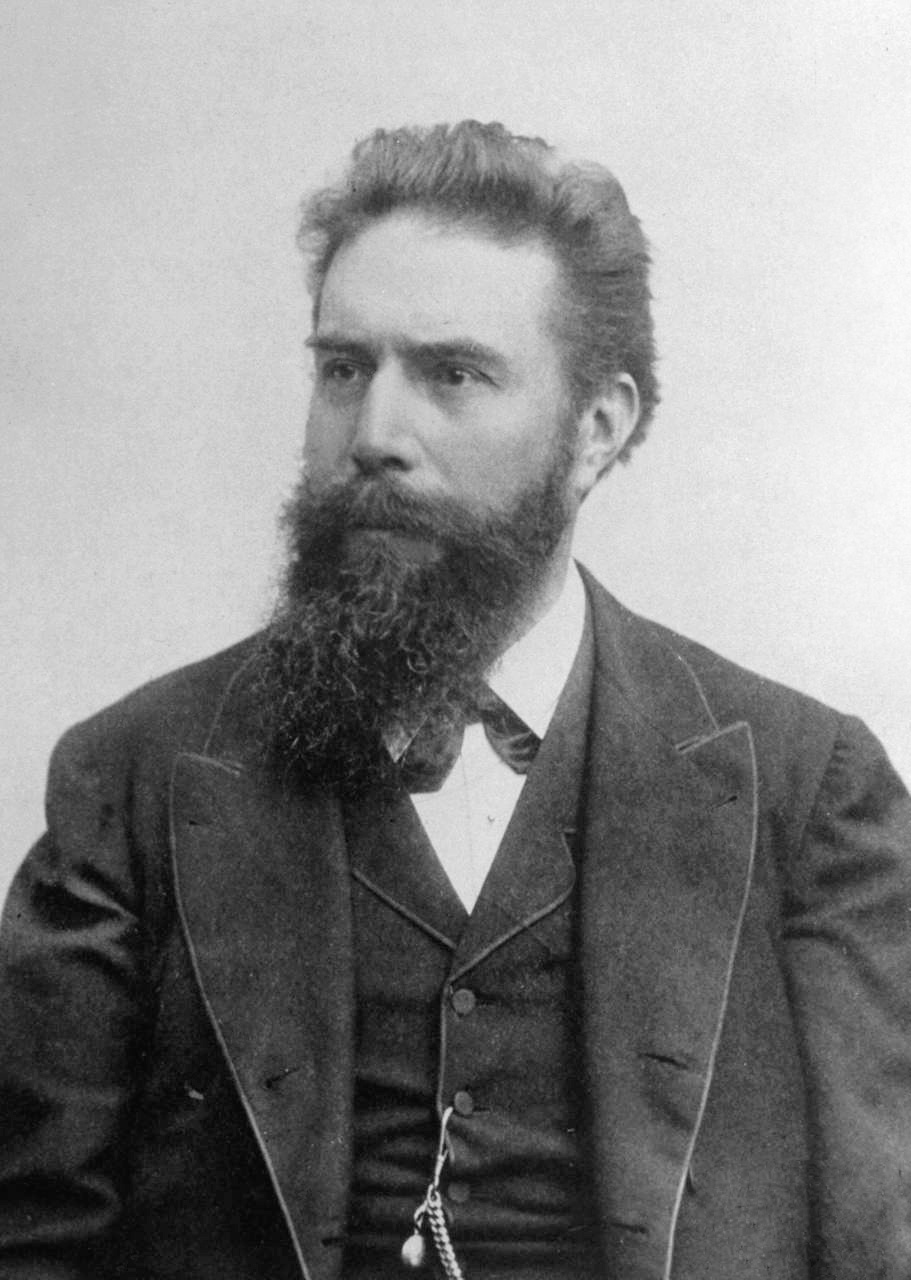
Röntgenium namngavs efter fysikern Wilhelm Röntgen som upptäckte röntgenstrålning.

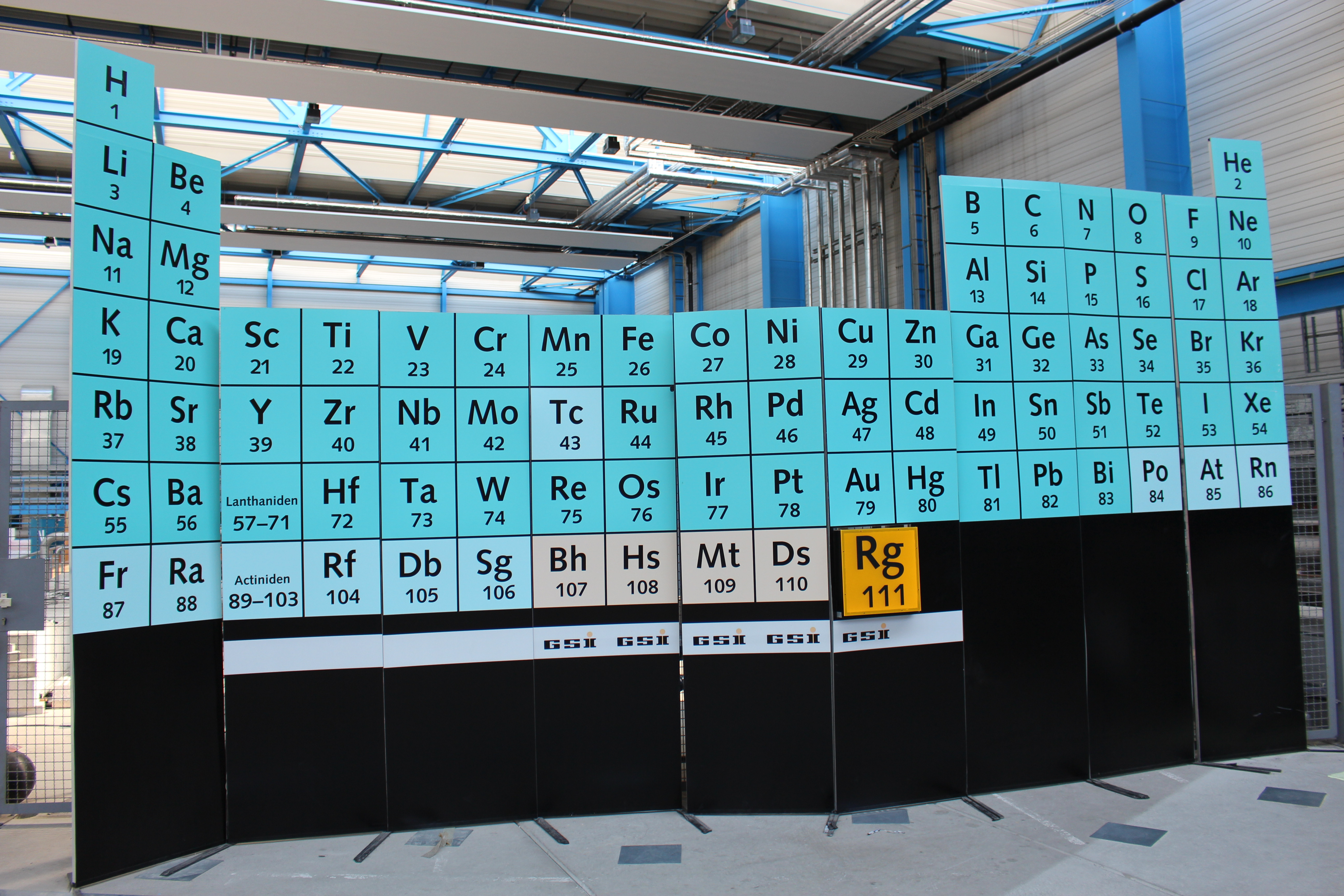
Roentgenium, GSI

Röntgenium framställdes för första gången hos Gesellschaft für Schwerionenforschung (GSI) i Darmstadt, Tyskland den 8 december 1994. Endast tre atomer framställdes då, samtliga av isotopen 272Rg. Atomerna skapades genom att vismut bombarderades med nickel i en linjär accelerator. Senare har fler atomer av olika isotoper framställts med liknande metoder, eller observerats som sönderfallsprodukter.

### Namngivning
Vid användning av Mendelejevs nomenklatur för oupptäckta ämnen gavs röntgenium beteckningen eka-guld. 
År 1979 föreslog IUPAC att röntgenium borde heta unununium med beteckningen Uuu.
Namnet röntgenium, efter den tyske fysikern Wilhelm Conrad Röntgen, fastslogs inte förrän IUPAC den 1 november 2004 accepterade förslaget som inkommit ifrån GSI.

## Isotoper
Röntgenium har inga naturligt stabila isotoper. 

### Stabilitet och halveringstid
| Isotop | Halveringstid | Sönderfallstyp | Upptäckt | Upptäckt reaktion |
| ------ | ------------- | -------------- | -------- | ----------------- |
| 272Rg  | 3,8 ms        | α              | 1994     | 209Bi(64Ni,n)     |
| 274Rg  | 6,4 ms        | α              | 2004     | 278Nh(—,α)        |
| 278Rg  | 4,2 ms        | α              | 2006     | 282Nh(—,α)        |
| 279Rg  | 0,17 s        | α              | 2003     | 287Mc(—,2α)       |
| 280Rg  | 1,7 s         | α, EC          | 2003     | 288Mc(—,2α)       |
| 281Rg  | 17 s          | SF, α          | 2010     | 293Ts(—,3α)       |
| 282Rg  | 0,5 s         | α              | 2010     | 294Ts(—,3α)       |
| 283Rg  | 5,1 min       | SF             | 1999     | 283Cn(e−,νe)      |
| 286Rg  | 10,7 min      | α              | 1998     | 290Fl(e−,νeα)     |

Samtliga röntgeniumisotoper är extremt instabila. Generellt sett är de tyngre isotoperna stabilare än de lätta. Den mest stabila röntgeniumisotopen är 281Rg. Den ännu obekräftade isotopen 286Rg är tyngre och spås ha en längre halveringstid om drygt 10 minuter, vilket skulle göra den till en av de mest seglivade av de supertunga isotoper som i dag är kända.